# Trenque Lauquen (película de 2022)
Trenque Lauquen es una película de dramática argentina escrita, producida y dirigida por Laura Citarella.
La película tuvo su estreno mundial el 3 de septiembre de 2022 en la sección Horizontes de la 79.ª edición del Festival Internacional de Cine de Venecia. Además también fue seleccionada para participar en la 37.ª edición del Festival Internacional de Cine de Mar del Plata, en la Competencia Latinoamericana.
Trenque Lauquen fue nominada a 4  de los premios que entrega la Sociedad Internacional de Cinéfilos cuya entrega de distinciones se llevó a cabo el 12 de febrero de 2023. Entre las nominaciones que recibió figuran las de mejor película, mejor director, mejor guion original y mejor reparto ganando todos los premios por los que optaba. De esa forma la cinta dirigida por Laura Citarella se convirtió en el segundo largometraje argentino en ganar el premio a mejor película, luego de que lo consiguiera Zama de Lucrecia Martel en la edición celebrada en 2019.
Fue elegida como la mejor película del año 2023 por parte de la revista Cahiers du Cinéma.

## Sinopsis
Una mujer desaparece. Dos hombres salen a la carretera a buscarla: los dos la aman. Por qué se fue, se preguntan. Cada uno de ellos tiene sus propias sospechas y las esconde del otro que, misteriosamente, nunca se convierte realmente en su rival. Ninguno de los dos tiene razón, pero ¿alguien la tiene? Esta fuga repentina se convierte en el núcleo oculto de una serie de ficciones que la película teje con delicadeza: el secreto del corazón de otra mujer, perdido también, hace muchos años; el secreto de la vida de un pueblo en el campo, regido por un incidente sobrenatural que nadie parece percibir; el secreto de los llanos, que no cesa de esparcirse y devorarlo todo, como las sombras que invaden el mundo después de la hora del crepúsculo.

## Elenco
- Laura Paredes como Laura
- Ezequiel Pierri como Ezequiel «Chicho»
- Rafael Spregelburd como Rafael
- Cecilia Rainero como Normita
- Juliana Muras como Juliana
- Elisa Carricajo como Elisa Esperanza
- Walter Jakob como Marcio
- Rolando Citarella como Rolo
- Verónica Llinás como Romina
- Rodrigo Paredes como Rodro
- Eugenia Campos Guevara como Patita

## Recepción

### Respuesta de la crítica
La película recibió aclamación de la crítica desde su estreno en el Festival de Venecia en 2022. En el sitio web de crítica Rotten Tomatoes, la película tiene un índice de aprobación del 94% basado en 16 críticas, con una nota media de 8,9/10. En Metacritic, la película tiene una puntuación media ponderada de 91/100 basada en 4 reseñas, lo que indica "aclamación universal". A su vez en el sitio web Todas Las Críticas, la película posee una aprobación del 100% con un puntaje promedio de 87/100 basado en 9 reseñas.

## Premios y nominaciones
| Premio/Festival de Cine                          | Fecha del evento             | Categoría                                  | Nominado                        | Resultado | Ref.   |
| ------------------------------------------------ | ---------------------------- | ------------------------------------------ | ------------------------------- | --------- | ------ |
| Festival Internacional de Cine de Mar del Plata  | 3 al 13 de noviembre de 2022 | Mejor película Competencia Latinoamericana | Trenque Lauquen                 | Ganador   | [ 10 ] |
| Premio de la Sociedad Internacional de Cinéfilos | 12 de febrero de 2023        | Mejor película                             | Trenque Lauquen                 | Ganador   | [ 11 ] |
| Premio de la Sociedad Internacional de Cinéfilos | 12 de febrero de 2023        | Mejor director                             | Laura Citarella                 | Ganadora  | [ 11 ] |
| Premio de la Sociedad Internacional de Cinéfilos | 12 de febrero de 2023        | Mejor reparto                              | Trenque Lauquen                 | Ganador   | [ 11 ] |
| Premio de la Sociedad Internacional de Cinéfilos | 12 de febrero de 2023        | Mejor guion original                       | Laura Citarella y Laura Paredes | Ganadora  | [ 11 ] |
| Premios Sur                                      | 26 de agosto de 2024         | Mejor actriz                               | Laura Paredes                   | Nominada  | [ 12 ] |
| Premios Sur                                      | 26 de agosto de 2024         | Mejor actor revelación                     | Ezequiel Pierri                 | Nominado  | [ 12 ] |
| Premios Sur                                      | 26 de agosto de 2024         | Mejor guion original                       | Laura Citarella y Laura Paredes | Nominados | [ 12 ] |